# Cayo Naucio Rútilo (cónsul 287 a. C.)
Cayo o Gayo Naucio Rútilo  fue un político romano del siglo III a. C. miembro de los Naucios Rútilos, una rama patricia de la gens Naucia. Ocupó el consulado en el año 287 a. C.